# 辻祐子
辻 祐子（つじ ゆうこ、9月18日 - ）は、日本の舞台女優、声優。オフィスPAC所属。佐賀県出身。

## 出演作品

### 吹き替え
- スーパーマンIII/電子の要塞 ※WOWOW追加収録版
- ネイルサロン・パリス 〜恋はゆび先から〜（クム・ミリョ[1]）
- MAD MEN マッドメン 5

### ナレーション
- 未来キュレーション

### 舞台
- 落語芝居 芝浜・子別れ・文七元結（噺家、母親）
- 怪談 牡丹燈籠（お露）
- 真田風雲録（築地ブディストホール）（淀君）
- CRIMES OF THE HEART（レニー・マグラス）
- 見よ、飛行機の高く飛べるを（梅津仰子）
- 勧進帳
- 井上ひさしコント集